# کارنوال اسپلندر
کارنوال اسپلندر (به انگلیسی: Carnival Splendor) یک کشتی است که طول آن ۲۹۰ متر (۹۵۰ فوت) می‌باشد. این کشتی در سال ۲۰۰۷ ساخته شد.